# 托馬基夫卡
47°48′48″N 34°44′57″E / 47.81333°N 34.74917°E

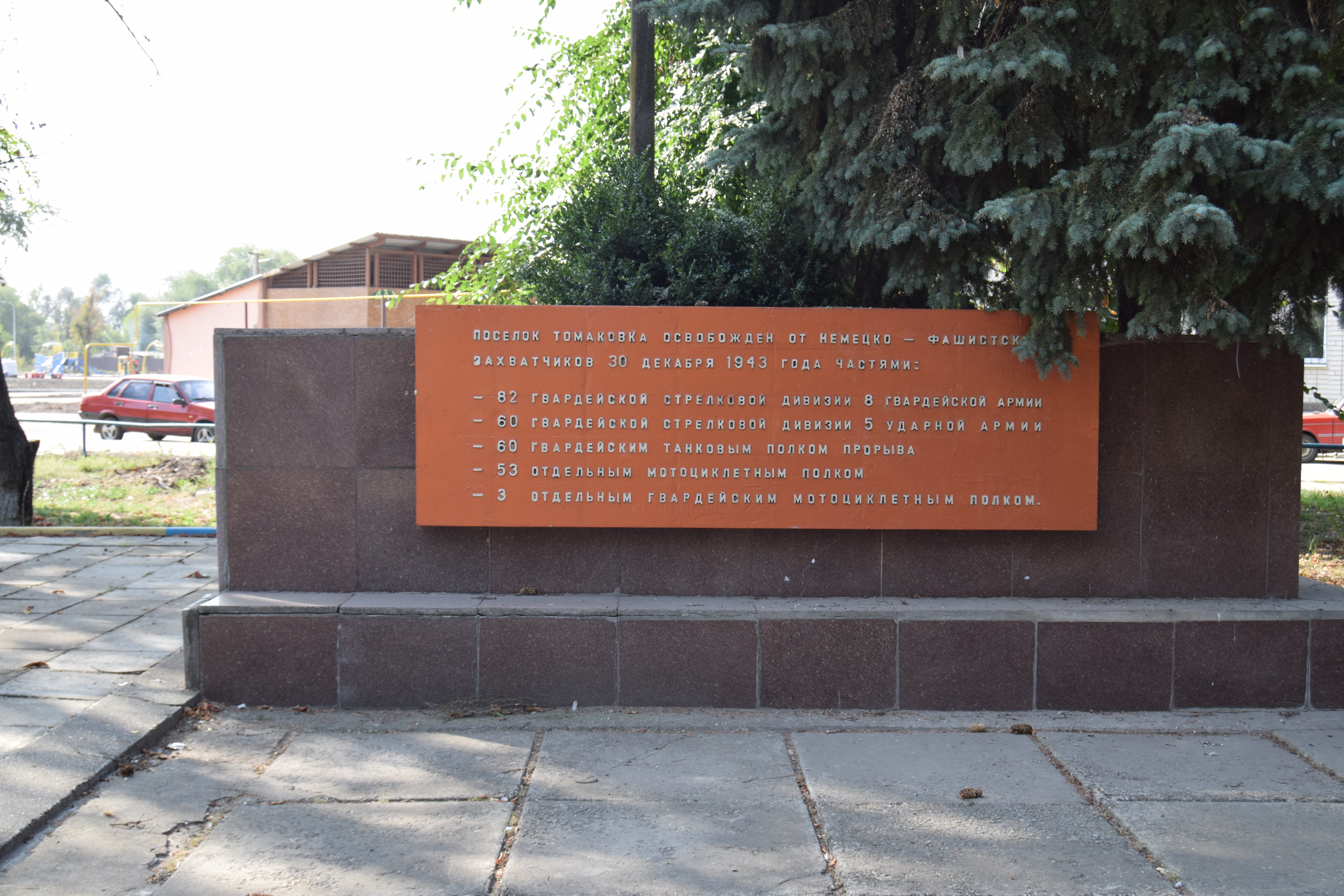
苏联烈士墓

托馬基夫卡（烏克蘭語：Томаківка）是位於烏克蘭中部的市級鎮，由第聶伯羅彼得羅夫斯克州裡尼科波爾區的托馬基夫卡市鎮負責管轄。亦曾為托馬基夫卡區被撤消前的行政中心。該鎮面積11.44平方公里，海拔高度33米，2013年人口7,693，人口密度每平方公里11.44人。